# 尹鍾龍
尹 鍾龍（ユン・ジョンヨン, 윤종용, 1944年1月22日 - ）は、大韓民国の実業家。サムスン電子の前副会長兼CEO。現在は常勤顧問である。

## 略歴
- 1944年 慶尚北道永川に生まれる。
- 1966年 ソウル大学電子工学科卒業。サムスングループ入社
- 1988年 マサチューセッツ工科大学 Sloan Schoolにて、Senior Executive課程を修了
- 1990年 サムスン電子家電部門代表理事
- 1995年 サムスングループ日本本社社長
- 1996年 サムスン電子社長兼CEO
- 1999年 サムスン電子副会長兼CEO、韓国工学翰林院会長（2004年〜）、韓国電子産業振興会会長（2004年〜）
- 2008年 サムスン電子副会長兼CEOを退任。常勤顧問となる。

## 受賞歴
- 1998年 米国産業工学会（IIE）から「最高経営者賞」を受賞
- 2003年 韓国科学技術勲章創造章
- 2000年「1999年世界の経営者25人」（Business Week誌）の一人、「今年のアジア経営者」（Fortune誌）に選出
- 2007年 2008 IEEE 名誉会員

## 家族
- 長男は太王四神記に出演した俳優のユン・テヨン（尹太永）。